# Le ragazze di Jimmy
Le ragazze di Jimmy (A Night in the Life of Jimmy Reardon) è un film del 1988 scritto e diretto da William Richert tratto dal romanzo di Richert Aren't You Even Gonna Kiss Me Goodbye? con protagonista River Phoenix.

## Trama
Ambientato in un ricco sobborgo di Chicago agli inizi degli anni '60, racconta la storia di Jimmy Reardon, un ragazzo di famiglia media americana, considerato il playboy del liceo. Il suo migliore amico è il ricco Fred Roberts, a cui spesso chiede soldi in prestito, ma che ricambia frequentandone la fidanzata snob. Jimmy trascorre il suo tempo a scrivere poesie e a bere caffè, indeciso su cosa fare dopo il liceo.
Il suo carattere ribelle e il rapporto conflittuale con i suoi genitori lo portano a scontrarsi con loro per la scelta del college: se Jimmy non si iscriverà ad Economia nello stesso college frequentato dal padre, loro non pagheranno le tasse universitarie. Invece di prendere una decisione, Jimmy si concentra sul racimolare soldi per acquistare un biglietto aereo che gli permetta di andare alle Hawaii con la sua amica Lisa Bentwright, una ragazza benestante e ancora vergine.
Durante una grande festa (che si svolge nella notte del titolo originale del film), i genitori chiedono a Jimmy di riportare a casa l'amica divorziata di sua madre, Joyce Fickett, che lo seduce. Dal momento che è in ritardo per passare a prendere Lisa, lei va al ballo con il ricco Matthew Hollander. Arrabbiato, Jimmy provoca un incidente stradale con l'auto del padre, che rimane danneggiata. Tuttavia questa è l'occasione in cui lui e il genitore hanno modo di parlare e di riavvicinarsi.